# 10189 Normanrockwell
A 10189 Normanrockwell (ideiglenes jelöléssel 1996 JK16) a Naprendszer kisbolygóövében található aszteroida. A Spacewatch névre keresztelt program keretében fedezték fel 1996. május 15-én.